# 亞美尼亞禮天主教貝魯特總教區
亞美尼亞禮天主教貝魯特總教區（拉丁語：Archieparchia Berytensis Armenorum）是黎巴嫩一個東儀天主教總教區（亞美尼亞禮），直屬基里基雅宗主教區。
總教區成立於1929年1月25日。總主教府位於伯總馬，而座堂位於首都貝魯特。2009年有廿一名司鐸、七個堂區、12,000名教友。現任教區總主教為額我略·伯多祿二十世。